# العلهة (بعدان)

تعديل مصدري - تعديل

العلهة هي إحدى قرى عزلة دلال بمديرية بعدان التابعة لمحافظة إب، بلغ تعداد سكانها 504 نسمة حسب تعداد اليمن لعام 2004.